# Amphicyonidae
Amphicyonidés
Famille
Sous-familles de rang inférieur
- † Amphicyoninae
- † Daphoeninae
- † Temnocyoninae

Les Amphicyonidae, ou Amphicyonidés, sont une famille fossile et basale de mammifères carnivores du sous-ordre des caniformes. Ils sont apparus en Amérique du Nord au cours de l'Éocène moyen (vers 45 Ma), ont gagné l'Europe vers la fin de l'Éocàne (35 Ma), puis se sont répandus en Asie et en Afrique vers le début du Miocène (23 Ma), avant de s'éteindre à la fin du Miocène (6 Ma). Ils furent parmi les premiers Carnivores de grand taille.

## Historique
La famille des Amphicyonidae a été décrite par Ernst Haeckel en 1886.

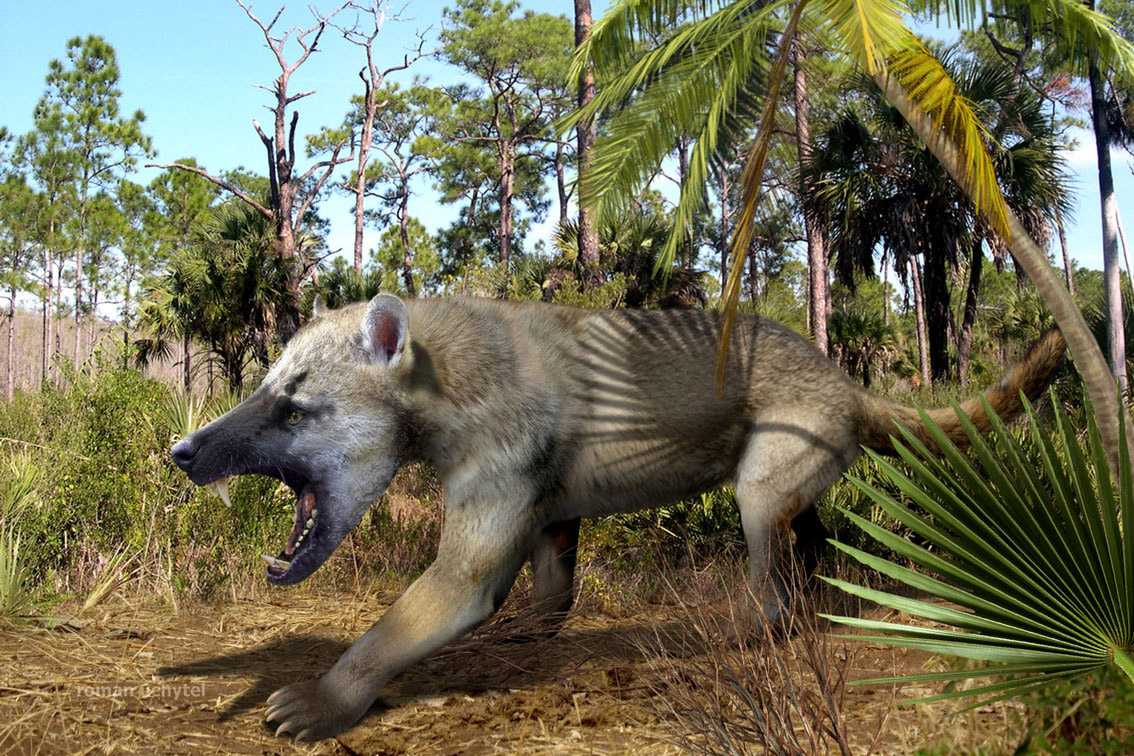
Reconstitution dAmphicyon ingens

## Description
La taille des Amphicyonidés variait de 5 à 770 kg,. Les premiers Amphicyonidés, tels que Daphoenodon, avaient une locomotion digitigrade (ils marchaient sur leurs orteils), tandis que de nombreuses espèces plus récentes et plus grandes étaient plantigrades ou semi-plantigrades.

## Régime alimentaire
Les Amphicyonidés étaient exclusivement de régime alimentaire carnivore, contrairement aux Canidés qui, pour une grande majorité, sont seulement principalement carnivores.

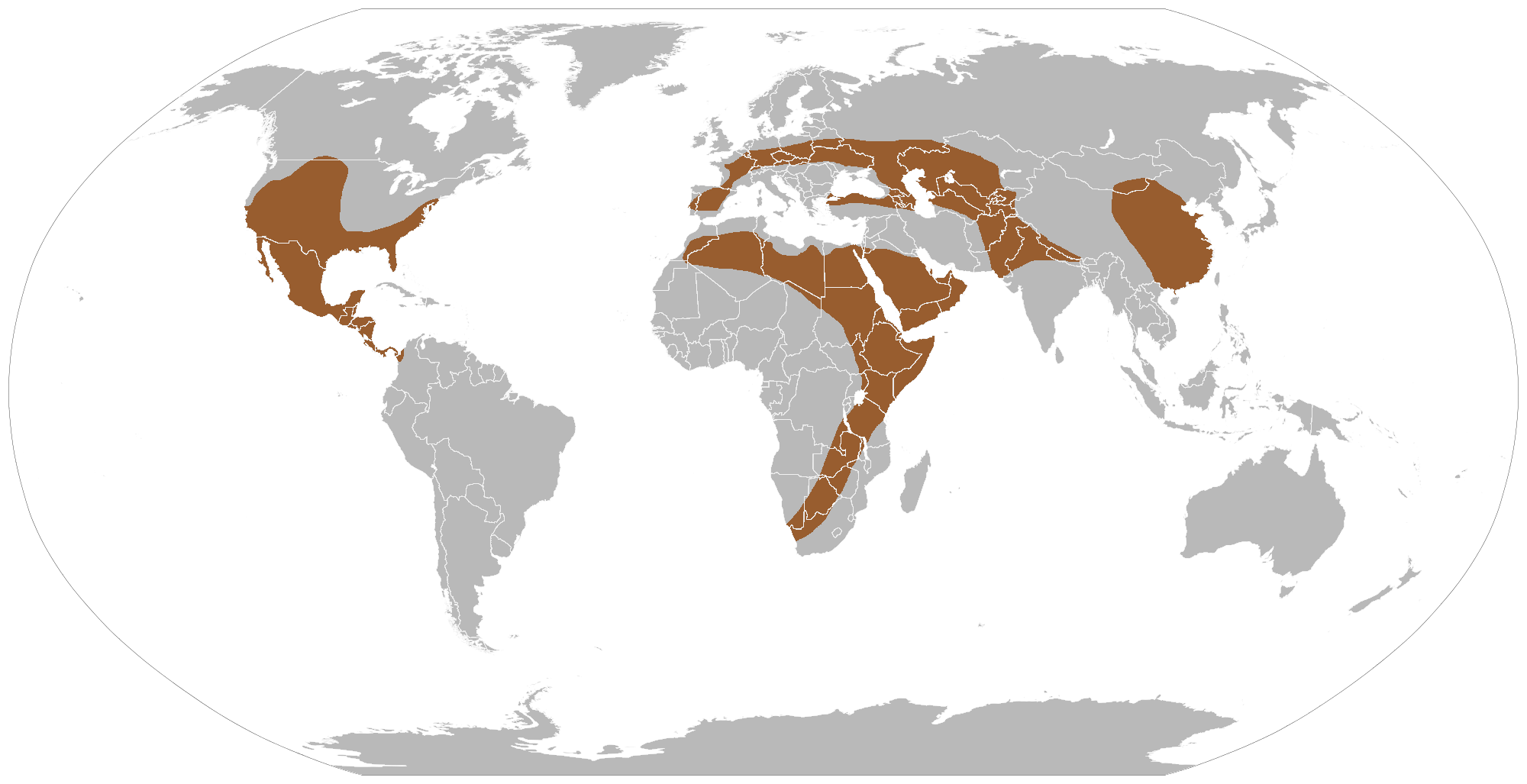
Extension géographique des Amphicyonidae

## Histoire évolutive
Les Amphicyonidés sont apparus au cours de l'Éocène moyen, il y a environ 45 millions d'années (Ma). Les premiers Amphicyonidés pourraient être issus d'un Miacidé d'Amérique du Nord, tel que Gustafsonia ou Angelarctocyon, puisque c'est sur ce continent qu'on a trouvé les spécimens d'Amphicyonidés les plus basaux. Le groupe serait ensuite passé en Europe vers la fin de l'Éocène, avant de se répandre un peu plus tard en Afrique et en Asie.
Les Amphicyonidés ont commencé à décliner au cours du Miocène et avaient disparu au Pliocène, peut-être en raison de la concurrence avec d'autres carnivores. Les restes d'Amphicyonidés les plus récents connus sont des dents trouvées dans l'horizon de Dhok Pathan, dans le nord du Pakistan, datées de la fin du Miocène supérieur, nommées Arctamphicyon lydekkeri, mais qui pourraient en fait être synonymes d'une des espèces du genre Amphicyon.

## Liste des genres
Selon BioLib (26 septembre 2020) :
- sous-famille des Amphicyoninae Trouessart, 1885 †
  - genre Agnotherium Kaup, 1932 †
  - genre Amphicyon Lartet, 1836 †
  - genre Amphicyonopsis Viret, 1929 †
  - genre Brachycyon Filhol, 1872 †
  - genre Cynelos Jourdan, 1862 †
  - genre Cynodictis Bravard & Pomel, 1850 †
  - genre Gobicyon Colbert, 1839 †
  - genre Guangxicyon Zhai, Ciochon, Tong, Savage, Morlo, Holroyd & Gunnell, 2003 †
  - genre Haplocyon Schlosser, 1901 †
  - genre Haplocyonoides Hürzeler, 1940 †
  - genre Haplocyonopsis de Bonis, 1973 †
  - genre Harpagocyon Springhorn, 1977 †
  - genre Heducides †
  - genre Ictiocyon Crusafont-Pairó, Villalta & Truyols, 1955 †
  - genre Ischyrocyon Matthew & Gidley, 1904 †
  - genre Magericyon Peigné, Salesa, Antón & Morales, 2008 †
  - genre Paradaphoenus Wortman & Matthew, 1899 †
  - genre Pericyon Thorpe, 1922 †
  - genre Pliocyon Thorpe, 1921 †
  - genre Proamphicyon Hatcher, 1902 †
  - genre Protemnocyon Hatcher, 1901 †
  - genre Pseudamphicyon Schlosser, 1887 †
  - genre Pseudarctos Schlosser, 1899 †
  - genre Pseudocyon Lartet, 1851 †
  - genre Pseudocyonopsis Kuss, 1965 †
  - genre Symplectocyon Springhorn, 1979 †
- sous-famille des Daphoeninae †
  - genre Adilophontes Hunt, Jr., 2002 †
  - genre Aktaucyon Kordikova, Heizmann & Mavrin, 2000 †
  - genre Borocyon Peterson, 1910 †
  - genre Brachyrhyncocyon †
  - genre Daphoenictis Hunt, Jr., 1974 †
  - genre Daphoenodon Peterson, 1909 †
  - genre Daphoenus Leidy, 1853 †
- sous-famille des Temnocyoninae †
  - genre Mammacyon Loomis, 1936 †
  - genre Temnocyon Cope, 1879 †
- sous-famille des Thaumasthocyoninae Hürzeler, 1940 †
  - genre Crassidia Heizmann & Kordikova, 2000 †
  - genre Peignecyon Morales, Fejfar, Heizmann, Wagner, Valenciano & Abella, 2019 †
  - genre Thaumastocyon Stehlin & Helbing, 1925 †
  - genre Tomocyon Viret, 1929 †
  - genre Ysengrinia Ginsburg, 1965 †